# Pinna caudale

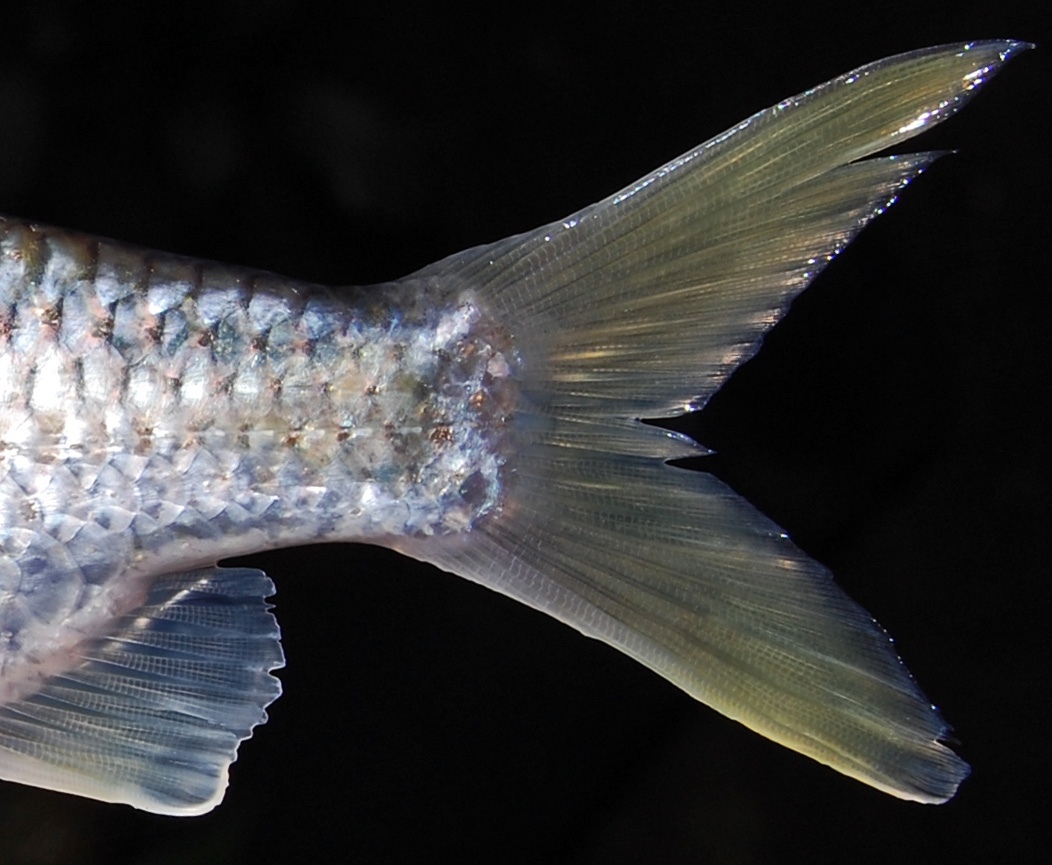
Pinna caudale omocerca di Mystacoleucus marginatus

Tipi di pinne caudali:
(A) - Eterocerca, (B) - Protocerca,
(C) - Omocerca, (D) - Dificerca

La pinna caudale è una particolare pinna posta sulla coda di alcuni animali acquatici; in particolare nei mammiferi è posta in posizione orizzontale, mentre nei pesci è, salvo rare eccezioni, posta in verticale.
La pinna caudale, che parte dal peduncolo caudale, è fondamentale alla sopravvivenza degli esseri viventi che ne sono provvisti, essendo il loro principale e più importante organo motorio.
Si distinguono 4 tipologie di pinna:
- Eterocerca, dove le vertebre si estendono maggiormente in uno dei due lobi o che la pinna è asimmetrica. In particolare si distinguono due tipi di pinna eterocerca: Epicerca, in cui il lobo più sviluppato è quello superiore (come negli squali) e Ipocerca (come nei pesci volanti);
- Protocerca, dove la pinna caudale si estende attorno alla colonna vertebrale, come nella fase embrionale dei pesci e nei Myxiniformes;
- Omocerca, in cui entrambi i lobi hanno la stessa dimensione. La maggior parte dei pesci ha questa tipologia di coda, dove le vertebre non si estendono nei lobi, ma è sostenuta da raggi ossei, e la pinna è quasi completamente simmetrica.
- Dificerca, in cui la pinna è trilobata, come nel caso della Latimeria o dei Dipnoi dove le vertebre si estendono fino alla parte terminale della coda.